# جون براون (ممثل)
جون براون (بالإنجليزية: June Newton)‏ (و. 1923  م) هي ممثلة، ومصورة أسترالية، ولدت في ملبورن.

## وصلات خارجية
- جون براون على موقع IMDb (الإنجليزية)
- جون براون في قاعدة بيانات الأفلام على الإنترنت